# Policie (Maďarsko)
Policie (maďarsky Rendőrség), je ozbrojený bezpečnostní sbor Maďarska. Od roku 2010 funguje pod Ministerstvem vnitra (maďarsky Belügyminisztérium).

## Vnitřní členění
- Nemzeti Nyomozó Iroda (Národní vyšetřovací úřad)
- Köztársasági Őrezred
- Készenléti Rendőrség (Pohotovostní policie)